# Rothmans
Ne doit pas être confondu avec Rothmans, Benson & Hedges.

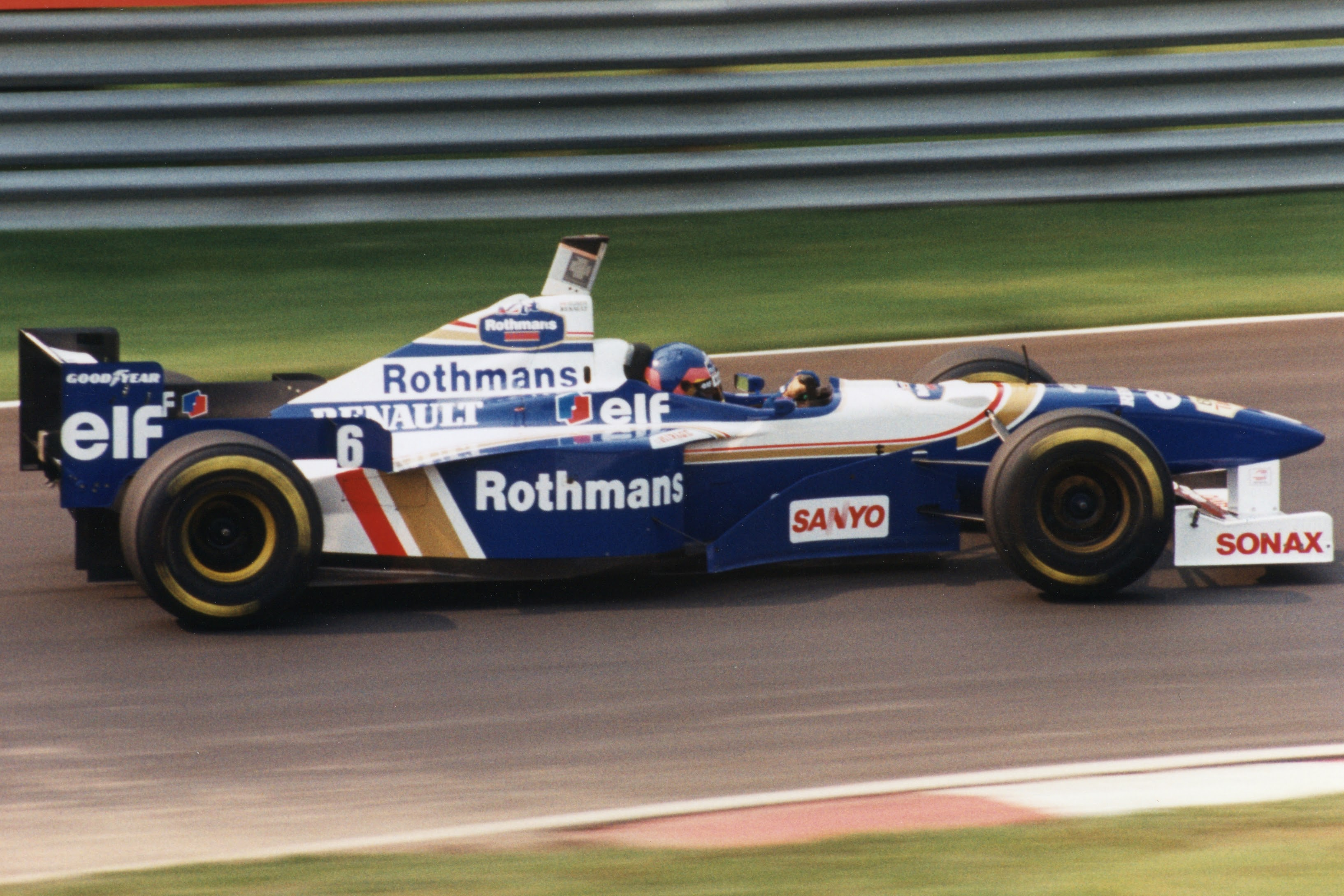
Jacques Villeneuve dans une Williams-Renault commandité par Rothmans en 1996.

Rothmans est une marque de cigarettes anglaise créée en 1890 et appartenant au groupe British American Tobacco depuis 1999.

## Cigarettes
Avant que ces appellations soient interdites, il existait deux types de cigarettes différentes :
- les paquets rouges anciennement appelés légère contenant 8,0 mg de goudrons 0,60 de nicotine 9 mg de monoxyde de carbone
- les autres paquets sont bleus et sont considérés non légère; ils contiennent 10,0 mg de goudrons 0,80 de nicotine et 10 mg de monoxyde de carbone.

## Commandite
Rothmans a aussi été le commanditaire de l'écurie Williams de Formule 1 de 1994 à 1997 lors de la motorisation de l'équipe par Renault, les couleurs des trois entités correspondant les unes aux autres. L'écurie Rothmans Williams Renault fut championne du monde des constructeurs en 1994, 1996 et 1997, Damon Hill remportant le titre de pilotes en 1996, et Jacques Villeneuve l'année suivante.
En endurance, elle a longtemps commandité l'écurie Porsche durant les années 1980, qui a remporté les 24 heures du Mans 1982, 1983, 1986 et 1987. La marque a aussi commandité Porsche dans les années 1980 lors du Paris-Dakar.
En championnat du monde des rallyes (devenu depuis le WRC), Rothmans a sponsorisé la marque Ford (Escort MK2 RS 1800) qui permit à Ari Vatanen de devenir champion du monde en 1981. Puis, à partir de 1982, l'écurie officielle Opel (Ascona 400 et Manta 400) qui permit à Walter Röhrl de remporter le titre de champion du monde en 1982.